# Fluoreto de bismuto(V)
Fluoreto de bismuto(V) é um composto inorgânico de fórmula química BiF5.

## Estrutura
BiF5 é um composto polimérico que possui a mesma estrutura do pentafluoreto de urânio em contraste com o fluoreto de bismuto(III), BiF3, que é iônico e adota a estrutura do fluoreto de ítrio 

## Preparação
BiF5 pode ser preparado pela reação do BiF3 com o F2 a 500 °C.
BiF3 + F2 → BiF5
Uma síntese alternativa utiliza o ClF3 como agente fluoretador a 350 °C.
BiF3 + ClF3 → BiF5 + ClF